# (4779) Whitley
(4779) Whitley ist ein Asteroid des Hauptgürtels, der am 6. Dezember 1978 von den US-amerikanischen Astronomen Edward L. G. Bowell und Archibald Warnock am Palomar-Observatorium (IAU-Code 675) in Kalifornien entdeckt wurde.
Der Asteroid gehört zur Themis-Familie, einer Gruppe von Asteroiden, die nach (24) Themis benannt wurde.
(4779) Whitley wurde nach dem US-amerikanischen Countrymusiker Keith Whitley (1955–1989) benannt.